# خشایار راد
خشایار راد (زادهٔ ۵ مهر ۱۳۳۰ در تهران)، بازیگر ایرانی تئاتر، سینما و تلویزیون است. او با مجموعهٔ تلویزیونی جدی نگیرید، کار خود را در تلویزیون، آغاز کرد.

## زندگی
خشایار راد ۵ مهر ۱۳۳۰ در تهران زاده شد. وی سال‌هاست ازدواج کرده و دو پسر به‌نام امید و نوید و یک نوه به‌نام اهورا دارد، یکی از پسرها کارشناسی مدیریت صنعتی و دیگری کارشناسی روان‌شناسی بالینی است. وی یکی از طرفداران ورزش فوتبال است، او خود نیز عضو تیم هنرمندان فوتبال است و در مورد تیم موردعلاقه خود می‌گوید: تمام تیم‌ها را دوست دارم و برایم هیچ‌کدام فرقی ندارند. اطرافیان و شاگردانش همیشه از او به عنوان فردی خوشرو و با اخلاق یاد کرده‌اند.

## فعالیت هنری
خشایار راد فعالیت خود را از سال ۱۳۵۳ قبل از انقلاب از تئاتر شروع کرد و در سال ۱۳۷۴ بهترین بازیگر نفش اول مرد در جشنواره تئاتر سنتی شد. خشایار راد بصورت حرفه‌ای در سال ۱۳۷۸ همزمان با کار تئاتری و بانک با سریال قطار ابدی جلوی دوربین رفت و در سال ۱۳۸۲ با فیلم خوابگاه دختران وارد پردهٔ سینما شد. وی با سریال خانه به‌دوش در سال ۱۳۸۳ به شهرت رسید.

### علت کم‌کاری
خشایار راد می‌گوید: من کم‌کار نیستم در واقع پرکار دیده نشده هستم، من کار انجام می‌دهم ولی با فاصله زمانی زیادی از هم پخش می‌شوند و این شائبه کم‌کاری ایجاد می‌شود.

## فیلم‌شناسی

### نمایش‌خانگی
| سال  | عنوان           | نقش        | توضیحات |
| ---- | --------------- | ---------- | ------- |
| ۱۴۰۳ | تاسیان          | آقای جعفری |         |
| ۱۴۰۱ | دیو و ماه‌پیشونی |            |         |
| ۱۴۰۱ | آنتن            | مداح مراسم |         |

### سینما
| سال  | عنوان                | نقش              | توضیحات |
| ---- | -------------------- | ---------------- | ------- |
| ۱۴۰۴ | آنجا کسی دیوانه نیست |                  |         |
| ۱۴۰۳ | دارچین تلخ           |                  |         |
| ۱۴۰۳ | ویلای موروثی         |                  |         |
| ۱۴۰۲ | آریاشهر دو نفر       |                  |         |
| ۱۳۹۹ | ارثیه فامیلی         |                  |         |
| ۱۳۹۶ | کاتیوشا              | شهردار           |         |
| ۱۳۹۶ | ما خیلی باحالیم      |                  |         |
| ۱۳۹۵ | یادم تو رو فراموش    |                  |         |
| ۱۳۹۲ | تلخ اما شیرین        |                  |         |
| ۱۳۹۱ | آقای الف             | صفامهر           |         |
| ۱۳۹۰ | تلفن همراه رئیس‌جمهور | مدیر خفتان موتور |         |
| ۱۳۹۰ | مامان بهروز منو زد   | بابا مدرسه       |         |
| ۱۳۸۹ | زبان مادری           |                  |         |
| ۱۳۸۲ | خوابگاه دختران       | پدر رویا         |         |

### تلویزیون
| سال  | عنوان                        | نقش             | توضیحات          |
| ---- | ---------------------------- | --------------- | ---------------- |
| ۱۴۰۳ | با عرض معذرت                 | آرایشگر         | پخش از شبکه نسیم |
| ۱۴۰۱ | وضعیت زرد ۲                  | وکیل اکرم       |                  |
| ۱۴۰۱ | جزر و مد                     |                 |                  |
| ۱۳۹۹ | کلبه ای در مه                | سروان ثابتی     |                  |
| ۱۳۹۹ | بچه محل                      | بهروز وکیلی     |                  |
| ۱۳۹۸ | کامیون                       |                 |                  |
| ۱۳۹۸ | روزگار                       |                 |                  |
| ۱۳۹۷ | زندگی شگفت‌انگیز است          |                 |                  |
| ۱۳۹۶ | سفر در خانه                  | دایی            |                  |
| ۱۳۹۳ | آخرین ماشین دنیا             |                 |                  |
| ۱۳۹۱ | دزد و پلیس                   | فریدون صابری    |                  |
| ۱۳۹۰ | نقطه سر خط                   | دارکوب دلشاد    |                  |
| ۱۳۹۰ | چهار چرخ                     | جبار            |                  |
| ۱۳۸۹ | خوش‌نشین‌ها                    | فکور            |                  |
| ۱۳۸۸ | زن بابا                      | بهرام           |                  |
| ۱۳۸۶ | شهرزاد قصه‌گو                 |                 |                  |
| ۱۳۸۶ | شاید برای شما هم اتفاق بیفتد |                 |                  |
| ۱۳۸۶ | آرزوهای شیرین                |                 |                  |
| ۱۳۸۵ | ترش و شیرین                  | عمو جعفر        |                  |
| ۱۳۸۴ | زندگی به شرط خنده            |                 |                  |
| ۱۳۸۴ | متهم گریخت                   | نادر بلوریان    |                  |
| ۱۳۸۳ | خانه به دوش                  | حمید بیات       |                  |
| ۱۳۸۳ | خوش غیرت                     |                 |                  |
| ۱۳۸۲ | او مثبت                      | افسر مافوق مجید |                  |
| ۱۳۸۱ | کوچه اقاقیا                  | فریبرز حسام     |                  |
| ۱۳۷۸ | قطار ابدی                    | راوی            |                  |

### تله فیلم
| سال  | عنوان            | نقش | توضیحات |
| ---- | ---------------- | --- | ------- |
|      | مرغ تخم طلا      |     |         |
|      | موجودی کافی نیست |     |         |
| ۱۳۹۲ | کلاه تو کلاه     |     |         |
| ۱۳۹۲ | ماه عسل یونانی   |     |         |